# Hostal de la Grossa
L'Hostal de la Grossa és una obra d'Avinyó (Bages) inclosa a l'Inventari del Patrimoni Arquitectònic de Catalunya.

## Descripció
Edifici de planta quadrada (14x14) amb coberta a doble vessant. El material de construcció és maçoneria a les parets i carreus ben treballats a les portes i demés obertures. Consta de tres plantes amb les utilitats típiques d'un mas: la planta baixa formada per tres naus de volta catalana, el pis superior amb una sala que fa de distribuïdora d'habitacions i al pis superior les golfes. El portal d'entrada és rectangular i adovellat així com les finestres.
Un mur, construït també en maçoneria, tanca el barri de la casa al qual s'hi accedeix per un portal de mig punt coronat amb una creu de ferro. A l'esquerra del barri s'hi troba un petit cobert porxat amb tres arcs de mig punt que servia d'estable. Conserva un forn de pa a la cuina.

## Història
La primera funció que tingué aquest edifici fou la d'hostal. L'agost de 1783 es fan les primeres diligencies a Barcelona, a fi de conseguir el permís per construir un hostal. L'abril de 1784 Manuel de Terán, baró de la Linde, intendent general del Principat, concedeix a Jaume Gros (del proper mas de la Grossa) "la facultad de poder fabricar y tener Mezon público .... a la orilla del camino Rl que va de la vila de Moyá a la ciudad de Manresa...". Havia de pagar un cens anual. Hi havia la intenció d'anomenar-lo Hostal de la Santa Creu, per aquest motiu, al portal del barri se li posà una creu grossa i alta. Una llinda de l'entrada del barri porta la data de 1865. Tota la porxada del barri més una part de la casa anava destinada als animals de peu rodó i s'hi hi ha comptat més de cent estaques i es conserven encara part de les menjadores.
Fou hostal fins a principis de segle xx, moment en què passà a masoveria.